# Rolls-Royce RB211
Il Rolls-Royce RB211 fa parte di una famiglia di turboventole ad alto rapporto di diluizione costruite dalla Rolls-Royce Limited con una meppa in grado di erogare una spinta da 166 KN a 270 KN (37.400 - 60.600 lbs). Sviluppato in origine per il jet di linea Lockheed L-1011 TriStar entrò in servizio nel 1972 e fu l'unico motore utilizzato su questo aeromobile.
Il costo dello sviluppo per questo motore portò nel 1971 la Rolls-Royce ltd al fallimento ed alla seguente nazionalizzazione, con la separazione nel 1973 della divisione aeronautica da quella automobilistica.
Varianti successive furono sviluppate per il Boeing 747, il 757 ed il 767, come per il jet di linea russo Tupolev Tu-204.
Fu sviluppata anche una versione per la produzione di energia in centrale termica.
Il RB211 è stato sostituito negli anni novanta dalla famiglia dei motori Rolls-Royce Trent.
La sigla "RB" nel nome sta per Rolls-Royce Barnoldswick,, dove Rolls è uno dei famosi fondatori della società e Barnoldswick è la località dove il motore è stato progettato e dove Rolls-Royce, ancora oggi, possiede un sito produttivo di media grandezza.

## Storia

### Premesse
Nel 1966 l'American Airlines annunciò la richiesta per un nuovo aereo di linea a corto-medio raggio che avrebbe dovuto ridurre i costi per passeggero.
Mentre l'American Airlines, per ridurre i costi, cercava un bimotore, le case produttrici avevano bisogno di proporre un modello a più compagnie per recuperare i costi di sviluppo.
Anche la compagnia aerea statunitense Eastern Airlines era interessata, ma aveva bisogno di un'autonomia maggiore e di coprire rotte oceaniche; a quell'epoca questo imponeva l'utilizzo di un trimotore per garantire la necessaria ridondanza. Anche altre compagnie erano interessate ad un trimotore.
Sia la Lockheed che la Douglas proposero un progetto, il L-1011 TriStar ed il DC-10 rispettivamente. Entrambi con tre motori, autonomia transcontinentale ed una capacità di circa 300 passeggeri in una fusoliera larga con due corridoi.
Entrambi gli aerei avevano bisogno di nuovi motori. La tecnologia dei motori stava subendo un rapido sviluppo con l'introduzione dei turboventola ad alto rapporto di diluizione che assicuravano spinta più elevata, migliore efficienza e minore rumorosità rispetto ai precedenti modelli a basso rapporto di diluizione.
La Rolls-Royce aveva sviluppato un motore nella classe dei 200 kN, l'RB178, nel tentativo, fallito, di aggiornare il trimotore di linea Trident della Hawker Siddeley. Lo sviluppo continuò verso il modello RB207, da 211 kN che doveva equipaggiare l'Airbus A300, prima di essere cancellato in favore del RB211.
Nel frattempo la Rolls-Royce stava lavorando ad una serie di turboventole trialbero che promettevano una maggiore efficienza. Questo tipo di turboventola utilizzava tre gruppi di turbine per azionare tre alberi concentrici su cui erano calettate tre sezioni di compressori rotanti a differenti velocità. L'architettura triassiale risultava più complessa da costruire e riparare, ma aveva il vantaggio di consentire a ogni stadio di compressione di lavorare alla velocità ottimale, oltre a essere più rigida e compatta. Molti altri progetti erano in fase di sviluppo in quel periodo, compreso un motore da 44 kN, noto come RB203 che doveva sostituire il Rolls-Royce Spey.

### Definizione del progetto
Il 23 giugno 1967 la Rolls-Royce offrì il motore RB211-06 alla Lockheed per equipaggiare il L-1011. 
Il nuovo motore doveva erogare una spinta di 148 kN (33.260 lbf) e riassumere le caratteristiche dei motori all'epoca in sviluppo: l'alto rapporto di diluizione e l'elevata potenza del RB207 insieme alla configurazione trialbero del RB203..
A queste caratteristiche fu aggiunta un'assoluta novità tecnologica, la ventola del primo stadio costruita in una fibra di carbonio detta Hyfil sviluppata presso il RAE di Farnborough. 
Il risparmio in peso rispetto a una ventola di acciaio era considerevole, e poteva avvantaggiare l'RB211 rispetto ai suoi concorrenti in termini di rapporto peso-potenza. 
La Rolls-Royce, pur conscia delle numerose innovazioni da sviluppare, stabilì l'entrata in servizio del RB211 per il 1971.
La Lockheed si mostrò interessata dalle caratteristiche del motore che poteva dargli un vantaggio sul concorrente DC-10. 
Comunque anche la Douglas aveva richiesto alla Rolls-Royce un'offerta per un motore per il DC-10, e nell'ottobre 1967 rispose con una versione del RB211 da 149 kN (35.400 lbf) di spinta denominato RB211-10.
Seguì un'intensa trattativa tra la Lockheed e la Douglas e le imprese fornitrici di motori Rolls-Royce, General Electric e Pratt & Whitney, in cui entrarono anche le maggiori compagnie aeree statunitensi. 
Nelle trattative i prezzi delle unità motrici vennero negoziati al ribasso mentre la richiesta di spinta utile aumentava. All'inizio del 1968, la Rolls-Royce offriva il RB211-18 con 180 kN (40.600 lbf) di spinta.
Infine, il 29 marzo 1968 la Lockheed annunciò di aver ricevuto un ordine per 94 L-1011 TriStar e piazzò un ordine per 150 set di motori Rolls-Royce RB211-22.
La Douglas scelse inizialmente per il suo DC-10 il motore General Electric CF6 mentre il Pratt & Whitney JT9D fu installato sulle varianti successive.

### La serie degli RB211-22

#### Sviluppo e collaudo
La complessità dell'RB211 richiese un lungo periodo di sviluppo e collaudo. Nell'autunno del 1969 Rolls-Royce cercava ancora di raggiungere le prestazioni richieste: il motore aveva una spinta insufficiente, pesava troppo ed consumava troppo carburante.
La situazione peggiorò ulteriormente quando, nel maggio del 1970, la ventola in materiale composito Hyfil, dopo aver superato tutti gli altri test, andò in pezzi durante il test di ingestione di un volatile. 
La Rolls-Royce aveva già sviluppato una versione della ventola in titanio da utilizzare nel caso di problemi con la versione in Hyfil, ma questo significò aumento di costi e di peso. Inoltre si scoprì che solo un lato delle billetta di titanio era della qualità metallurgica adeguata per la fabbricazione delle pale.
Nel settembre del 1970 la Rolls-Royce riferì al governo inglese che i costi di sviluppo dell'RB211 avevano raggiunto i 170,3 milioni di sterline, quasi il doppio delle stime.
Inoltre il costo di produzione stimato superava il prezzo di vendita, fissato in 230.375 sterline. 
Tutto il progetto era quindi in crisi.

#### Fallimento e conseguenze
Nel gennaio 1971 la Rolls-Royce fu dichiarata insolvente ed il 4 febbraio fu posta in amministrazione controllata, compromettendo seriamente il programma L-1011 TriStar della Lockheed.
In virtù della sua importanza strategica, la Rolls-Royce fu nazionalizzata dal governo conservatore di Edward Heath; ciò permise il completamento del progetto RB211.
Dato che anche la Lockheed, maggiore cliente per l'RB211, era in una situazione finanziaria difficile, il governo inglese chiese che l'amministrazione statunitense garantisse i prestiti bancari della Lockheed: l'eventuale fallimento della Lockheed avrebbe infatti annullato completamente il mercato del RB211.
Dopo qualche opposizione, il governo statunitense fornì le garanzie richieste.
Nel maggio 1971 una nuova compagnia denominata "Rolls-Royce (1971) Ltd." acquisì le attività della Rolls-Royce dal curatore fallimentare e subito dopo siglò un nuovo contratto con la Lockheed, dove quest'ultima rinunciava alle penalità per il ritardo della consegna dei nuovi motori e accettava un prezzo per unità maggiorato di 110.000 sterline.
Kenneth Keith, il nuovo amministratore nominato con il compito di salvare la nuova società, convinse Stanley Hooker a rientrare in Rolls-Royce dalla pensione.
Come direttore tecnico, diresse un team di ingegneri anch'essi richiamati dal pensionamento, per risolvere i problemi dell'RB211-22. Il motore ottenne la certificazione il 14 aprile 1972,,circa un anno più tardi del programma originale, mentre il primo TriStar entrò in servizio con la Eastern Air Lines il 26 aprile 1972, .
L'affidabilità iniziale dell'RB211 non raggiunse i livelli attesi per l'attenzione prioritaria data alla ricerca delle prestazioni richieste. Le prime consegne furono costituite dalla versione RB211-22C leggermente depotenziata rispetto alla serie precedente RB211-22B.
In pochi anni, grazie ad un programma di modifiche nei primi anni di servizio, si raggiunsero gli elevati standard richiesti di affidabilità.

### La serie dei RB211-524
Benché progettato per il L-1011-1, Rolls.Royce sapeva che il RB211 poteva essere ulteriormente sviluppato aumentandone la spinta. Il gruppo guidato da Hooker riuscì, con la riprogettazione della ventola e del compressore intermedio, a aumentare la spinta a 222 kN (50.000 lbf). La nuova versione fu denominata RB211-524 ed avrebbe potuto equipaggiare sia le nuove versioni dell'L-1011 sia il Boeing 747.
La Rolls-Royce aveva cercato, senza successo, di vendere l'RB211 alla Boeing già negli anni sessanta, ma il nuovo RB211-524 offriva significativi miglioramenti di prestazioni ed efficienza rispetto al Pratt & Whitney JT9D che la Boeing aveva scelto per il 747.
Nell'ottobre 1973 la Boeing accettò di commercializzare il 747-200 anche con i RB211-524 e la British Airways fu la prima compagnia aerea ad ordinare questa versione del 747, che entrò in servizio nel 1977.
Il continuo sviluppo del RB211-524 portò ad un costante aumento della spinta erogata dalle varie versioni fino alle 236 kN (53.000 lbf) di spinta della RB211-524D. Le principali acquirenti furono la Qantas, la Cathay Pacific e la South African Airways.
Quando la Boeing annunciò il più grande 747-400, richiese delle potenze unitarie ancora più elevate. La Rolls-Royce propose la versione RB211-524G da 258 kN (58.000 lbf) di spinta e successivamente la RB211-524H da 270 kN (60.600 lbf). Queste versioni furono le prime ad essere equipaggiate con il sistema FADEC. 
La versione -524H fu offerta anche come terza scelta di motore sul Boeing 767; il primo di questi entrò in servizio con la British Airways nel Febbraio del 1990.
Queste avrebbero dovuto essere le ultime versioni dell'RB211-524, ma quando la Rolls-Royce sviluppò il successore, il Trent, scoprì che la turbina ad alta pressione del Trent poteva essere installata nei -524G e -524H, rendendoli più leggeri ed efficienti; queste versioni vennero denominate -524G-T e -524H-T.
Era anche possibile aggiornare i motori serie -524G/H già in servizio alla versione -T; un certo numero di compagnie aeree effettuò questa modifica.
Il -524 diventò progressivamente sempre più affidabile nel corso dello sviluppo e il modello -524H ottenne la certificazione ETOPS 180 minuti sul Boeing 767 nel 1993.

### La serie RB211-535

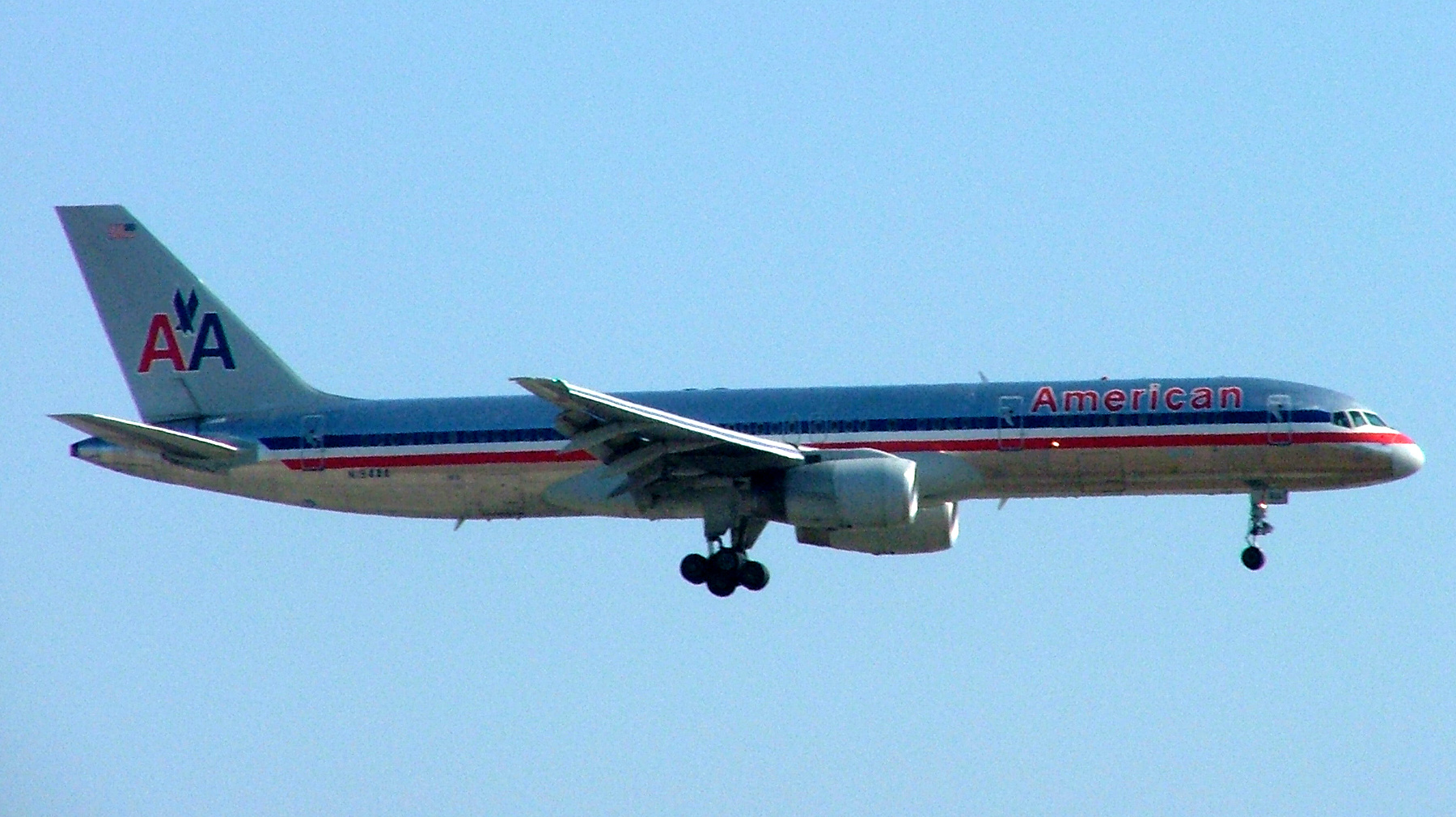
American Airlines Boeing 757

A metà degli anni settanta la Boeing stava valutando vari progetti per un nuovo bimotore che doveva sostituire il popolarissimo 727. Dato che la capienza del nuovo aereo doveva salire da 150 a circa 200 passeggeri, la Rolls-Royce pensò di adattare l'RB211, riducendo il diametro della ventola rimuovendo il primo stadio a media pressione, così da arrivare alla spinta richiesta di 37.400 lbf.
La nuova versione fu denominata RB211-535. Il 31 agosto 1978 la Eastern Airlines e la British Airways annunciarono un ordine per i nuovi 757 motorizzati con l'RB211-535. Denominato come RB211-535C, il motore entrò in servizio nel gennaio del 1983. Fu la prima volta che Rolls-Royce fornì il motore di debutto di un aereo Boeing.
Tuttavia, nel 1979 la Pratt & Whitney annunciò il nuovo motore PW2000 accreditato, nella versione PW2037, per un'efficienza superiore dell'8% rispetto al -535C.
La Rolls-Royce, messa sotto pressione dalla Boeing per fornire un motore più competitivo per il 757, e utilizzando il progetto -524 come base, realizzò il RB211-535E4 da 178 kN (40.100 lbf) di spinta, che entrò in servizio nell'ottobre del 1984. 
Sebbene non così efficiente come il PW2037, era più affidabile e silenzioso. Il modello RB211-535E4 fu inoltre il primo ad adottare una ventola con pale aventi corda maggiorata (wide chord in lingua inglese) con lo scopo di aumentare il flusso riducendo il rumore ed anche aumentandone la resistenza all'impatto con oggetti estranei. Per questa ragione fu installato un numero relativamente piccolo di -535C; la maggioranza degli aerei utilizzò infatti il -535E.
Probabilmente l'ordine più importante per il -535E arrivò in maggio 1998, quando l'American Airlines ordinò 50 Boeing 757 motorizzati con il RB211-535E4, citando tra i fattori della scelta la silenziosità. Fu la prima volta, dal progetto TriStar, che la Rolls-Royce ricevette un ordine significativo da una compagnia aerea statunitense; questo fu il motivo del dominio commerciale del -535E4 sul mercato dei 757. Ironicamente, (così come riportato in Air International), al momento dell'annuncio degli americani, la scelta del -535E4 fu resa pubblica prima della scelta del 757, sebbene la notizia fosse attesa sia da Rolls-Royce che da Boeing.
Dopo aver ottenuto la certificazione per il 757, il motore RB211-535E4 fu proposto per il Tupolev Tu-204 che doveva entrare in servizio nel 1992, la prima volta che un aereo di linea russo veniva motorizzato da un motore occidentale.
Il -535E4 è stato anche valutato per motorizzare il B-52H Stratofortress, sostituendo gli otto TF33 con i quattro turboventola.
Un aggiornamento ulteriore del -535E4 avvenne alla fine degli anni '90, per migliorare le emissioni del motore, adottando la tecnologia sviluppata per la serie Trent 700.
Il RB211-535E4 è risultato essere un motore estremamente affidabile, in ogni condizione d'impiego, raggiungendo la certificazione ETOPS da 180-minuti sul 757 nel 1990.

### RB211 per applicazioni industriali
Nel 1974 la Rolls-Royce immise sul mercato una versione industriale del RB211 per la produzione di energia nelle centrali termoelettriche.
Con lo sviluppo dell'RB211-524, le migliorie furono trasferite nella versione industriale, denominata RB211-24.
Queste unità sono state gradualmente migliorate negli anni e sono tuttora sul mercato con potenze dell'ordine di 26-33,1MW.

## Specifiche
La famiglia si divide in tre differenti serie:

### RB211-22
- Tre alberi rapporto di diluizione 5,0
- Ventola singola in materiale composito
- Compressore a media pressione a sette stadi
- Compressore ad alta pressione a sei stadi
- Combustore anulare con 18 iniettori
- Turbina ad alta pressione singolo stadio
- Turbina a media pressione singolo stadio
- Turbina a bassa pressione a tre stadi

### RB211-524

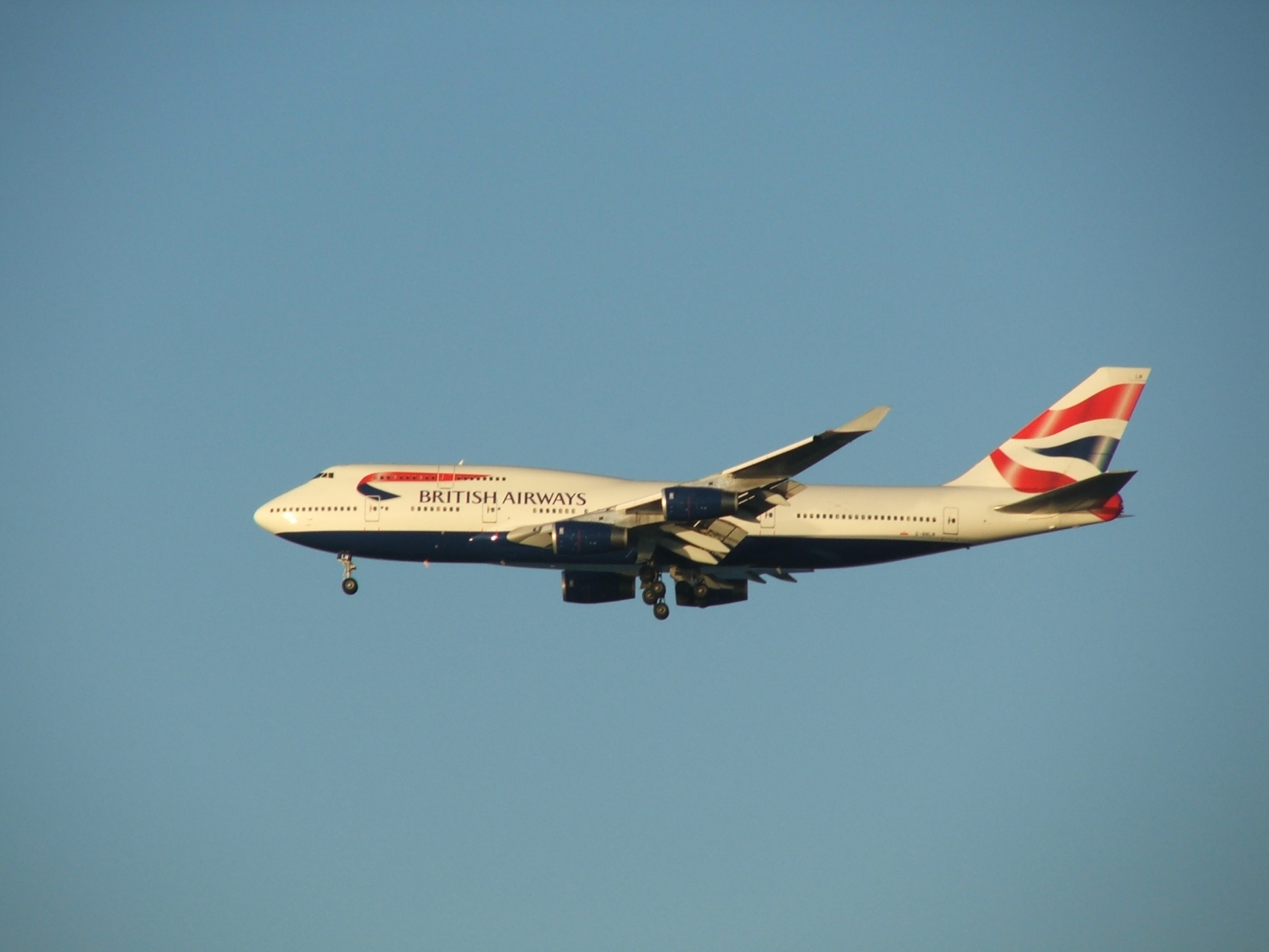
Un Boeing 747-400 della British Airways motorizzato con il RB211-524G

- Tre alberi rapporto di diluizione 4,3 - 4,1
- Ventola con pale aventi la corda maggiorata
- Compressore a media pressione a sette stadi
- Compressore ad alta pressione a sei stadi
- Combustore anulare con 18 bruciatori (24 nelle versioni G/H-T)
- Turbina ad alta pressione singolo stadio
- Turbina a media pressione singolo stadio
- Turbina a bassa pressione a tre stadi

### RB211-535
- Tre alberi rapporto di diluizione 4,3 - 4,4
- Ventola con pale aventi la corda maggiorata
- Compressore a media pressione a sei stadi
- Compressore ad alta pressione a sei stadi
- Combustore anulare con 18 bruciatori (24 nelle versioni E4)
- Turbina ad alta pressione singolo stadio
- Turbina a media pressione singolo stadio
- Turbina a bassa pressione a tre stadi

| Famiglia dei motori RB211: dati principali | Famiglia dei motori RB211: dati principali | Famiglia dei motori RB211: dati principali | Famiglia dei motori RB211: dati principali | Famiglia dei motori RB211: dati principali | Famiglia dei motori RB211: dati principali | Famiglia dei motori RB211: dati principali      |
| Motore                                     | Spinta statica (lbf)                       | Peso base del motore (lb)                  | Lunghezza (in)                             | Diametro della ventola (in/m)              | Introduzione in servizio                   | Utilizzatori                                    |
| ------------------------------------------ | ------------------------------------------ | ------------------------------------------ | ------------------------------------------ | ------------------------------------------ | ------------------------------------------ | ----------------------------------------------- |
| RB211-22B                                  | 42 000                                     | 9 195                                      | 119,4                                      | 84,8 / 2,15                                | 1972                                       | Lockheed L-1011-1, Lockheed L-1011-100          |
| RB211-524B2                                | 50 000                                     | 9 814                                      | 119,4                                      | 84,8 / 2,15                                | 1977                                       | Boeing 747-100, Boeing 747-200, Boeing 747SP    |
| RB211-524B4                                | 53 000                                     | 9 814                                      | 122,3                                      | 85,8 / 2,18                                | 1981                                       | Lockheed L-1011-250, Lockheed L-1011-500        |
| RB211-524C2                                | 51 500                                     | 9 859                                      | 119,4                                      | 84,8 / 2,15                                | 1980                                       | Boeing 747-200, Boeing 747SP                    |
| RB211-524D4                                | 53 000                                     | 9 874                                      | 122,3                                      | 85,8 / 2,18                                | 1981                                       | Boeing 747-200, Boeing 747-300, Boeing 747SP    |
| RB211-524D4-B                              | 53 000                                     | 9 874                                      | 122,3                                      | 85,8 / 2,18                                | 1981                                       | Boeing 747-200, Boeing 747-300,                 |
| RB211-524G                                 | 58 000                                     | 9 670                                      | 125                                        | 86,3 / 2,19                                | 1989                                       | Boeing 747-400                                  |
| RB211-524H                                 | 60 600                                     | 9 670                                      | 125                                        | 86,3 / 2,19                                | 1990                                       | Boeing 747-400, Boeing 767-300                  |
| RB211-524G-T                               | 58 000                                     | 9 470                                      | 125                                        | 86,3 / 2,19                                | 1998                                       | Boeing 747-400, Boeing 747-400F                 |
| RB211-524H-T                               | 60 600                                     | 9 470                                      | 125                                        | 86,3 / 2,19                                | 1998                                       | Boeing 747-400, Boeing 747-400F, Boeing 767-300 |
| RB211-535C                                 | 37 400                                     | 7 294                                      | 118,5                                      | 73,2 / 1,86                                | 1983                                       | Boeing 757-200                                  |
| RB211-535E4                                | 40 100                                     | 7 264                                      | 117,9                                      | 74,1 / 1,88                                | 1984                                       | Boeing 757-200, Boeing 757-300, Tupolev Tu-204  |
| RB211-535E4B                               | 43 100                                     | 7 264                                      | 117,9                                      | 74,1 / 1,88                                | 1989                                       | Boeing 757-200, Boeing 757-300, Tupolev Tu-204  |

### Motori della stessa classe di spinta

#### RB211-524
- General Electric CF6
- Pratt & Whitney JT9D
- Pratt & Whitney PW4000

#### RB211-535
- Pratt & Whitney PW2000
- Aviadvigatel PS-90